# Ратаевиче
Ратаевиче (пол. Ratajewicze) — деревня в Бяльском повете Люблинского воеводства Польши. Входит в состав гмины Вишнице. По данным переписи 2011 года, в деревне проживало 160 человек.
В период с 1975 по 1998 годы находилась в составе Бяльскоподляского воеводства.

## География
Деревня расположена на востоке Польши, на расстоянии приблизительно 37 километров к юго-востоку от города Бяла-Подляска, административного центра повета. Абсолютная высота — 157 метров над уровнем моря. Через населённый пункт проходит региональная автодорога 812.

## Климат
Климат характеризуется как влажный континентальный с тёплым летом (Dfb  в классификации климатов Кёппена). Среднегодовая температура воздуха составляет 7,4 °C. Средняя температура самого холодного месяца (января) составляет −4,2 °С, самого жаркого месяца (июля) — 18,6 °С. Расчётная многолетняя норма осадков — 524 мм.

## Население
Демографическая структура по состоянию на 31 марта 2011 года:
|         | Всего | До трудоспособного возраста | Трудоспособного возраста | Старше трудоспособного возраста |
| ------- | ----- | --------------------------- | ------------------------ | ------------------------------- |
| Мужчины | 84    | 10                          | 62                       | 12                              |
| Женщины | 76    | 10                          | 37                       | 29                              |
| Всего   | 160   | 20                          | 99                       | 41                              |